# Премія Японської академії за найкращий анімаційний фільм року
Найкращий анімаційний фільм року (яп. アニメーション作品賞) — щорічна премія Японської академії в області аніме. Хоча сама премія вручається з 1978 року, спочатку анімаційні фільми не входили в число номінацій, хоча багато лідирували за касовими зборами: Doraemon (1981), «Відьмина служба доставки»(1989), «Порко Россо» (1992), «Ще вчора»(1991).
У 1990 році премія вперше була вручена анімаційному фільму — «Відьмина служба доставки» отримала приз у категорії «Спеціальна премія». У 1998 році картина Хаяо Міядзакі «Принцеса Мононоке» перемогла в номінації «Найкращий фільм року», ставши першим аніме, що завоювало цей приз. У 2002 році аналогічну нагороду отримало інше аніме Studio Ghibli — «Віднесені примарами».
Нарешті, в 2007 році була введена номінація «Найкращий анімаційний фільм року».

## Лауреати і номінанти
- 2007[7][8] — Дівчинка, яка стрибала крізь час
  - Arashi no Yoru Ni
  - Gedo Senki
  - Brave Story
  - Detective Conan: The Private Eyes' Requiem

- 2008[9] — Tekkonkinkreet
  - Evangelion: 1.0 You Are (Not) Alone
  - Summer Days with Coo
  - Piano no Mori
  - Detective Conan: Jolly Roger in the Deep Azure

- 2009[10] — Рибка Поньо на кручі
  - Doraemon: Nobita and the Green Giant Legend 2008
  - The Sky Crawlers
  - Detective Conan: Full Score of Fear
  - One Piece — The Movie: Episode of Chopper Plus: Bloom in the Winter, Miracle Sakura

- 2010[11] — Summer Wars
  - Detective Conan: The Raven Chaser
  - Doraemon: The New Record of Nobita: Spaceblazer
  - Євангеліон. Перебудова: Руйнування
  - Oblivion Island: Haruka and the Magic Mirror

- 2011[12][13] — Позичайка Аріетті
  - Detective Conan: The Lost Ship in the Sky
  - Colorful
  - Doraemon: Nobita's Great Battle of the Mermaid King
  - One Piece Film: Strong World

- 2012[14] — From Up on Poppy Hill
  - K-On!
  - Buddha
  - Tōfu Kozō
  - Detective Conan: Quarter of Silence

- 2013[15] — Вовченята Аме та Юкі
  - Evangelion: 3.0 You Can (Not) Redo
  - Friends: Mononoke Shima no Naki
  - Лист до Момо
  - One Piece Film: Z

- 2014 — Вітер дужчає
  - Казка про принцесу Каґую
  - Puella Magi Madoka Magica: The Movie
  - Harlock: Space Pirate
  - Lupin the 3rd vs. Detective Conan: The Movie

- 2015 — Stand by Me Doraemon
  - Спогади про Марні
  - Giovanni's Island
  - Detective Conan: Dimensional Sniper
  - Buddha 2: Tezuka Osamu no Buddha - Owarinaki Tabi

- 2016 — Bakemono no Ko
  - The Anthem of the Heart
  - Міс Хокусай
  - Dragon Ball Z: Resurrection 'F'
  - Love Live! The School Idol Movie

- 2017 — In This Corner of the World
  - Твоє ім'я
  - A Silent Voice
  - Жив був кіт
  - One Piece Film: Gold

- 2018 — Night Is Short, Walk On Girl
  - Fireworks
  - Napping Princess
  - Мері і відьомська квітка
  - Detective Conan: Crimson Love Letter

- 2019 — Мірай з майбутнього
  - Dragon Ball Super: Broly
  - Penguin Highway
  - Detective Conan: Zero the Enforcer
  - Okko's Inn

- 2020 — Дитя погоди
  - Her Blue Sky
  - Detective Conan: The Fist of Blue Sapphire
  - Lupin III: The First
  - One Piece: Stampede

- 2021 — Клинок, який знищує демонів: Нескінченний поїзд
  - Violet Evergarden: The Movie
  - Poupelle of Chimney Town
  - Josee, The Tiger and The Fish
  - Stand by Me Doraemon 2

- 2022 — Evangelion: 3.0+1.0: Thrice Upon a Time
  - Sing a Bit of Harmony
  - Fortune Favors Lady Nikuko
  - Jujutsu Kaisen 0
  - Belle

- 2023 — The First Slam Dunk
  - Inu-Oh
  - Lonely Castle in the Mirror
  - One Piece Film: Red
  - Suzume no Tojimari